# Psychic Detective Series Vol. 4: Orgel
Psychic Detective Series Vol. 4: Orgel (サイキック・ディテクティブ・シリーズ Vol.4 オルゴール) est un jeu vidéo d'aventure sorti en 1991 sur FM-Towns, PC-98, PC Engine, Windows et Mega-CD. Le jeu a été développé par DAPS et édité par Data West.
Il fait suite à Psychic Detective Series Vol. 3: Aya.